# Reserva Natural de Tellise
A Reserva Natural de Tellise é uma reserva natural localizada no condado de Jõgeva, na Estónia.
A área da reserva natural é de 238 hectares.
A área protegida foi fundada em 2005 para proteger tipos de habitat valiosos e espécies ameaçadas na aldeia de Võtikvere (na antiga freguesia de Torma).